# Grammy Legend Award
Grammy Legend Award ou Grammy Living Legend Award é uma categoria especial do Grammy Award, uma cerimônia estabelecida em 1958, concedida em ocasiões especiais sob a qualidade de honra ao mérito de artistas de grandes contribuições e influência na indústria musical.
O prêmio foi concedido quinze vezes desde sua criação em 1990. Na primeira edição, os vencedores foram Andrew Lloyd Webber, Liza Minnelli, Smokey Robinson e Willie Nelson. Aretha Franklin, Barbra Streisand e Michael Jackson também foram homenageados nesta categoria.

## Premiados
Lista dos premiados:
| Ano  | Imagem | Premiados           | Vida      | Nacionalidade  | Ref.   |
| ---- | --- | ------------------- | --------- | -------------- | ------ |
| 1990 | An upperbody shot of a middle-aged man in a dark suit. | Andrew Lloyd Webber | 1948      | Reino Unido    | [ 5 ]  |
| 1990 | A woman in a red dress, jacket and scarf smiles toward the camera. | Liza Minnelli       | 1946      | Estados Unidos | [ 6 ]  |
| 1990 | A man in a light-colored suit sings into a microphone | Smokey Robinson     | 1940      | Estados Unidos | [ 7 ]  |
| 1990 | An elderly man holds a guitar while in front of a microphone. He has white facial hair and wears a United States flag bandana.                                                                | Willie Nelson       | 1933      | Estados Unidos | [ 8 ]  |
| 1991 | A woman stands on stage and sings into a microphone. She wears a blue dress and has a blue feather boa around her arms.                                                                       | Aretha Franklin     | 1942      | Estados Unidos | [ 9 ]  |
| 1991 | An upper body shot of a man wearing a shirt, suit and tie. He is balding and his smiling mouth is framed by a white goatee beard.                                                             | Billy Joel          | 1949      | Estados Unidos | [ 10 ] |
| 1991 | alt6=A man with dark hair looks forlornly down to his left. He rests his chin between his thumb and finger.                                                                                   | Johnny Cash         | 1932–2003 | Estados Unidos | [ 11 ] |
| 1991 | A man in a blue jacket looks ahead. The balding male's dark sunglasses conceal his eyes. | Quincy Jones        | 1933–2024 | Estados Unidos | [ 12 ] |
| 1992 | A blond-haired woman looks down to the ground. She wears a white dress and a silver necklace.                                                                                                 | Barbra Streisand    | 1942      | Estados Unidos | [ 13 ] |
| 1993 | A headshot of a man wearing a red baseball cap and shirt. He has long black hair and is smiling towards the camera.                                                                           | Michael Jackson     | 1958–2009 | Estados Unidos | [ 14 ] |
| 1994 | | Curtis Mayfield     | 1942–1999 | Estados Unidos | [ 15 ] |
| 1994 | A middle-aged man in a tuxedo sits and smiles into the distance. | Frank Sinatra       | 1915–1998 | Estados Unidos | [ 16 ] |
| 1998 | A man in a dress coat and white shirt opens his mouth, which is framed by dark facial hair.                                                                                                   | Luciano Pavarotti   | 1935–2007 | Itália         | [ 17 ] |
| 1999 | A blond-haired middle-aged man stands with his arms open and fists clenched. He wears a dark suit and red shirt. He also sports a cross pendant around his neck, and wears purple sunglasses. | Elton John          | 1947      | Reino Unido    | [ 8 ]  |
| 2003 | The Bee Gees | Bee Gees            | —         | Reino Unido    | [ 18 ] |